# Kirsteen MacDonald
Kirsteen MacDonald (gaèlic:Kirsteen NicDhòmhnaill) és una locutora televisiva escocesa de la cadena BBC Alba. Durant la seva vida professional ha treballat al programa infantil gaèlic Dè a-nis? i ha estat reportera a Glasgow de la BBC Radio nan Gàidheal.
Actualment és dona del temps al programa de notícies en gaèlic escocès de la BBC Alba An Là. Presenta també el programa de resum setmanal de notícies Seachd Là les nits de diumenge.
Macdonald, natural d'Inverness, va guanyar la prestigiosa medalla d'or femenina al Royal National Mod (Am Mòd Nàiseanta Rìoghail) l'any 2006. El 2008, va passar per una operació d'apèndix, i poc després va poder participar en el Mod (festival de la cançó, cultura i arts gaèlic) a Falkirk, on va guanyar la medalla tradicional femenina.